# Христо Фурджев
Христо Иванов Фурджев е български футболист, офанзивен полузащитник. Играл е за Етър, Марек, Нефтохимик, Марица, Спартак (Плевен), Локомотив (Пловдив), Ботев (Пловдив) и Граничар (Свиленград). Има 9 мача за младежкия национален отбор. Настоящ треньор в ДЮШ на „Марица“ Пловдив – набор 2004. Играе за тима на ветераните на „Марица“.

## Статистика по сезони
- Етър – 1992/93 - A РФГ, 11 мача/2 гола
- Нефтохимик – 1993/94 - Б РФГ, 21/5
- Марек – 1994/95 - Б РФГ, 24/8
- Марица – 1995/96 - Б РФГ, 27/9
- Марица – 1996/97 - A РФГ, 25/2
- Спартак (Пл) – 1997/98 - A РФГ, 21/2
- Локомотив (Пд) – 1998/пр. - A РФГ, 6/0
- Ботев (Пд) – 1998/99 - A РФГ, 24/2
- Марица – 1999/00 - Б РФГ, 26/2
- Марица – 2000/01 - В РФГ, 23/8
- Марица – 2001/ес. - В РФГ, 25/9
- Граничар – 2002/пр. - Б РФГ, 14/2
- Марица – 2003/04 - В РФГ, 21/7
- Марица – 2004/05 - В РФГ, 19/6